# Монблан (департамент)
Монблан (фр. Mont-Blanc) — административная единица Первой французской империи, располагавшаяся на землях бывшего Савойского герцогства. Примерно соответствует современным французским департаментам Савойя и Верхняя Савойя.

## Первый департамент (1792—1798)
В ночь с 21 на 22 сентября 1792 года французские войска под командованием генерала Монтескью, назвавшие себя Аллоброгским легионом, неожиданно перешли границу Сардинского королевства и вступили на землю бывшего Савойского герцогства. В октябре Аллоброгская национальная ассамблея объявила о воссоединении этой территории с Францией. 27 ноября 1792 года Национальный конвент в Париже официально признал это, и на этих землях был создан департамент Монблан.
Административным центром департамента стал Шамбери. Департамент был разделён на семь округов, которые в свою очередь состояли из 83 кантонов и 652 коммун:
- Округ Шамбери (22 кантона, 184 коммуны)
- Округ Анси (15 кантонов, 117 коммун)
- Округ Тонон (7 кантонов, 64 коммуны)
- Округ Каруж (8 кантонов, 85 коммун)
- Округ Клюз (10 кантонов, 61 коммуна)
- Округ Мутье (10 кантонов, 71 коммуна)
- Округ Сен-Жан-де-Морьен (10 кантонов, 70 коммун)

## Второй департамент (1798—1814)
В 1798 году после того, как французскими войсками была взята Женева, произошло административно-территориальное переустройство. Был образован новый департамент Леман с административным центром в Женеве, в состав которого, в частности, 25 августа 1798 года была передана северная часть департамента Монблан (округа Каруж, Тонон и Клюз).
17 февраля 1800 года в состав департамента Леман был передан и сам горный массив Монблан, однако департамент Монблан после этого переименовывать не стали.

## Третий департамент (1814—1815)
В соответствии с Парижским договором 1814 года Франция вернулась к границам 1792 года с некоторыми дополнениями, включающими западную часть бывшего Савойского герцогства. Департамент Леман был расформирован, и в состав департамента Монблан вернулись те территории, которых он лишился в 1798 году (и которые остались французскими).
Согласно Парижскому договору 1815 года Франция была вынуждена уступить Сардинскому королевству и оставшуюся часть бывшего Савойского герцогства. Таким образом, департамент Монблан прекратил своё существование.